# Entomophaga vernalis
Entomophaga vernalis là một loài ruồi trong họ Tachinidae.